# Fe de etarras
Pour plus de détails, voir Fiche technique et Distribution.
Fe de etarras est un film espagnol, sorti en 2017.

## Fiche technique
- Titre : Fe de etarras
- Titre international : Bomb Scared
- Réalisation : Borja Cobeaga
- Scénario : Borja Cobeaga et Diego San José
- Photographie : Jon D. Domínguez
- Musique : Aránzazu Calleja
- Pays d'origine : Espagne
- Date de sortie : 2017

## Distribution
- Javier Cámara : Martín
- Julián López (en) : Pernando
- Miren Ibarguren : Ainara
- Gorka Otxoa (en) : Álex
- Ramón Barea (en) : Artexte
- Luis Bermejo : Armando
- Josean Bengoetxea : Benito
- Ane Gabarain : Beitia